# سیدی حمادوش
سیدی حمادوش (به عربی: سيدي حمادوش) یک شهرداری در الجزایر است که در استان سیدی بلعباس واقع شده‌است.